# Discografia di Gianni Morandi
Questa è la lista di tutti i dischi pubblicati dal cantante Gianni Morandi. Il cantante di Monghidoro ha inciso per il mercato italiano 36 album in studio, 6 album live, 79 singoli commerciali e 57 promozionali. Sono state pubblicate inoltre 68 compilation.
Gianni Morandi ha ottenuto 22 ingressi in classifica con i suoi album (18 album in studio, un album live e tre raccolte). Di questi, 15 sono entrati nella top ten. Morandi ha inoltre 42 ingressi in classifica con i suoi singoli, di cui 33 nella top ten e 14 al primo posto. Ha inoltre stabilito un record nel biennio 1964/1966 avendo piazzato sei singoli consecutivi al primo posto in classifica.

## Album in studio
- 1963 – Gianni Morandi (RCA Italiana, PML 10351) (Ristampato nel 1999 in versione CD - RCA, 74321608582)
- 1964 – Ritratto di Gianni (RCA Italiana, PML 10372) (nel 1993 è ristampato in picture-disc per la linea "Raro! record" - RCA, 74321-12406-1) (Ristampato nel 1999 in versione CD - RCA, 74321608742)
- 1966 – Gianni 3 (RCA Italiana, PML 10412) nella prima uscita in etichetta il marchio storico RCA è rosso nelle successive è nero: con copertina apribile- (Ristampato con stesso numero di cat. nel 1970 con copertina leggermente diversa, ma sempre apribile, col nuovo marchio RCA ed etichetta azzurra) - (Ristampato nel 1999 in versione CD - RCA, 74321608602)
- 1967 – Per amore... per magia... (RCA Italiana - Serie Special, S 28) (Ristampato nel 1999 in versione CD - RCA, 74321608592)
- 1967 – Gianni 4 - Un mondo d'amore (RCA Italiana, APML 10428) con copertina apribile (Ristampato nel 1999 in versione CD - RCA, 74321608622)
- 1968 – Gianni 5 (RCA Italiana, PSL 10432)
- 1970 – Gianni 6 (RCA Italiana, PSL 10452) (Ristampato nel 2000 in versione CD - RCA, 74321737662)
- 1970 – Gianni 7 (RCA Italiana, PSL 10482) (Ristampato nel 2000 in versione CD - RCA, 74321737672)
- 1971 – Un mondo di donne (RCA Italiana, PLS 10517) (Ristampato nel 2000 in versione CD - RCA, 74321737722)
- 1972 – Il mondo cambierà (RCA Italiana, PSL 10569) (Ristampato nel 2000 in versione CD - RCA, 74321737682)
- 1973 – Jacopone (RCA Italiana, DPSL 10608) copertina apribile (Ristampato nel 2000 in versione CD - RCA, 74321737702)
- 1975 – Il mondo di frutta candita (RCA Italiana, TPL1 1139) (Ristampato nel 2000 in versione CD - RCA, 74321737692)

- 1976 – Per poter vivere (RCA Italiana, TPL 1-1218) (Ristampato nel 2000 in versione CD - RCA, 74321737732)
- 1978 – Gianni Morandi (RCA Italiana, PL 31357)
- 1978 – Old Parade Morandi (RCA Italiana, PL 31416) (Ristampato nel 2000 in versione CD - RCA, 74321737712)
- 1979 – Abbracciamoci (RCA Italiana, PL 31440) (Ristampato nel 2000 in versione CD - RCA, 74321737652)
- 1982 – Morandi (RCA, PL 31640)
- 1983 – La mia nemica amatissima (RCA, ML 31685)
- 1984 – Immagine italiana (RCA, PL 70322) (Ristampato nel 2002 in versione CD - RCA Italiana, 74321952482)
- 1985 – Uno su mille (RCA, PL 70889) (Ristampato nel 1998 in versione CD - RCA Italiana, 74321573812)
- 1987 – Le italiane sono belle (RCA, PL 71211)
- 1988 – Dalla/Morandi (RCA, PL 71778-2)
- 1988 – In Europa (BMG Ariola, 209 655)
- 1989 – Varietà (RCA, PL 74355)
- 1992 – Morandi Morandi (RCA, 74321-11821-1)
- 1995 – Morandi (Penguin, 74321-32572-2); nuova versione 1996 (Penguin, 74321-32572-2)
- 1997 – Celeste azzurro e blu (Penguin, 74321 509744)
- 2000 – Come fa bene l'amore (BMG Ricordi-Mormora music, 74321-74255-2)
- 2002 – L'amore ci cambia la vita (Sony Music-Epic, EPC 5086612)
- 2004 – A chi si ama veramente (Sony Music-Epic, EPC 5099751917021)
- 2006 – Il tempo migliore (Sony Music-Epic, EPC 0828768707722)
- 2009 – Canzoni da non perdere (Sony Music-Epic, EPC 0886976214128)
- 2013 – Bisogna vivere (Sony Music-Columbia, 0888837446020)
- 2017 – D'amore d'autore (Sony Music)
- 2023 – Evviva! (Sony Music)
- 2024 – L'attrazione (Sony Music Entertainment S.p.A.)

## Live
- 1973 – Recital At The Festival "The Golden Orpheus '73" (Балкантон – ВТА 1558)
- 1980 – Registrazione In Diretta Dal Recital "Cantare" (RCA, PL 31514)
- 1986 – Morandi in teatro (RCA, PL 71038) (Esce anche in versione CD, PD 71038) (Riedizione in CD con nuova veste grafica nel 1988, ND 71824) (nel 2006 riedizione in edicola abbinato al "Corriere della sera")
- 1999 – Live @ RTSI Gianni Morandi (RTSI, 5020972) (nel corso degli anni viene riproposto in edicola e in negozio più volte in varie versioni: 2006: (Edel, 0173042ERE) /2008 Platinum Live- Il meglio della musica italiana in concerto-Box 13 Cd EDEL-RECORDS / 2009: (Edizioni Master) serie "I grandi miti della Musica Italiana" con allegato il DVD / 2012:(Nar international, ATL873-2) col titolo "Gianni Morandi Live Collection", una seconda versione anche con il DVD / 2013: (SMI, 8054188381248) col titolo "Gianni Morandi in concerto" con allegato il DVD
- 2009 – Grazie a tutti, il concerto (Sony music/Epic, 88697578282) con allegato il DVD (Riedito nel cofanetto "Grazie a tutti collection" in edicola con le testate Mondadori)
- 2016 – Capitani coraggiosi - Il live (con Claudio Baglioni)

## Raccolte
- 1966 – Gianni Uno-Due (RCA Italiana, S 19) Riedito nel 1969 leggermente cambiato nella grafica, con il nuovo marchio RCA ed etichetta azzurra (RCA Italiana, KIT 19)
- 1968 – Il meglio di Gianni Morandi (RCA Italiana, EDP 1002) Raccolta compresa nel cofanetto "Carosello di successi" distribuito per corrispondenza dalla RCA Italiana
- 1971 – Gianni 8 milioni (RCA International, INTI-1503)
- 1976 – Tutti i successi di Gianni Morandi vol.1 (RCA Lineatre, TNL1-3017) Riedito nel 1977 e nel 1982 (RCA Lineatre, NL 33017)
- 1976 – Tutti i successi di Gianni Morandi vol.2 (RCA Lineatre, TNL1-3018) Riedito nel 1977 e nel 1982 (RCA Lineatre, NL 33018)
- 1982 – Morandi (Hit Parade International, HP-05) (Distribuito solo in edicola da Armando Curcio Editore)
- 1983 – Alla maniera di Gianni Morandi (RCA Lineatre, NL 33351) (riedizione di Old Parade Morandi)
- 1984 – I più grandi successi di Gianni Morandi (Sigla Quattro, SIG 1016) Riedito nel 1985 (Sigla, SIG 1016)
- 1984 – L'album di Gianni Morandi (RCA International, NL 70423 3) (cofanetto di tre LP)
- 1986 – The best of Gianni Morandi (RCA, PD70963) (È il primo CD in assoluto di G.M.)
- 1987 – Amici miei (RCA Flashback, ND71449) (Riedito con lo stesso numero di catalogo per RCA Lineatre nel 1990)
- 1988 – Gianni Morandi (Selezione dal Reader's Digest, RDIS 194) (cofanetto di 5 LP distribuito in esclusiva per corrispondenza da Selezione)
- 1988 – L'album di Gianni Morandi (RCA Flashback, ND 70423) (cofanetto di due CD)
- 1988 – Gianni Morandi (Selezione dal Reader's Digest, RDCD 104) (cofanetto di tre CD distribuito in esclusiva per corrispondenza da Selezione)
- 1990 – Tutti i successi di Gianni Morandi vol.1 (RCA Lineatre, CL74414) Riedizione con nuova veste grafica del precedente 1976
- 1990 – Tutti i successi di Gianni Morandi vol.2 (RCA Lineatre, CL74415) Riedizione con nuova veste grafica del precedente 1976
- 1990 – Tutti i successi di Gianni Morandi vol.1 (RCA Lineatre, CD 74414) (Riedito nel 1991 con una nuova veste grafica)
- 1990 – Tutti i successi di Gianni Morandi vol.2 (RCA Lineatre, CD 74415) (Riedito nel 1991 con una nuova veste grafica)
- 1990 – Alla maniera di Gianni Morandi (RCA Lineatre, CD 74416) (riedizione di Old Parade Morandi)
- 1990 – Dalla, Morandi, De Gregori (Armando Curcio Editore, DCI-39) (Distribuito in edicola in allegato al "Dizionario della canzone italiana")
- 1991 – Gianni Morandi: questa è la storia (RCA Records, PL 75138) (due LP)
- 1991 – Gianni Morandi: questa è la storia (RCA Records, PD 75138)
- 1993 – Gianni Morandi I Grandi Successi 1 (RCA - Musicatua,74321-12919-2) (col allegato il libriccino: "Testi Accordi Prontuario") (Riedito nel 1997 con veste grafica leggermente diversa (senza allegato) con stesso numero di catalogo)
- 1993 – Gianni Morandi I Grandi Successi 2 (RCA - Musicatua,74321-49588-2) (col allegato il libriccino: "Testi Accordi Prontuario") (Riedito nel 1997 con veste grafica leggermente diversa (senza allegato) con stesso numero di catalogo)
- 1994 – Gianni Morandi: questa è la storia "Andavo a cento all'ora" (RCA Records,74321-19547-2)
- 1994 – Gianni Morandi: questa è la storia "Scende la pioggia" (RCA Records,74321-19548-2)
- 1994 – Gianni Morandi: questa è la storia da "Canzoni stonate" a "Banane e lampone" (RCA Records,74321-18014-2)
- 1994 – Gianni Morandi & Mino Reitano - The Classic Collection (Fremus, CDFR 0501)
- 1994 – Il meglio di Gianni Morandi & Rita Pavone (D.V. More Record, CD DV 5769)
- 1994 – Il meglio di Gianni Morandi (Bebas Record, SMCD 433)
- 1994 – Gianni Morandi (Joker, CD 10122)
- 1994 – Gianni Morandi - In ginocchio da te (D.V. More Record, CD DV 5775)
- 1994 – I successi di Gianni Morandi (RCA-Music Market,74321 18667-2) (edito nello stesso anno anche in confezione di latta con veste grafica diversa da Harmony Music)
- 1996 – Gianni Morandi Superbest (RCA, 74321414592)
- 1996 – I singoli 1962/1969 (RCA, 74321382694(2)) (Cofanetto a tiratura limitata con 2 cassette o CD e libretto con foto e testi dei 45 giri) come Morandi
- 1996 – Gianni Morandi - Gli anni d'oro (RCAitaliana, 74321 455852)
- 1997 – I grandi successi (RCA Records,74321129192) (Riedizione con ulteriore nuova veste grafica del CD del 1990)
- 1997 – Tutti i successi vol.2 Gianni Morandi (RCA Lineatre,74321 515472) (Riedizione con ulteriore nuova veste grafica del CD del 1990)
- 1998 – Gianni Morandi gli anni settanta (RCA,74321569372-2) (Cofanetto con 2 CD) (Riedito nel 2001 con una nuova veste grafica e nuovo nr. di catalogo:74321590242)
- 1998 – 30 volte Morandi (Mormora Music, 74321628224)
- 1998 – Gianni Morandi (RCA-Primo piano,74321635852)
- 1998 – Gianni Morandi - i miti musica (RCA-miti,91007) (riedito nel 2003 con leggera modifica alla veste grafica: prezzo da Lire a Euro)
- 1999 – Gianni Morandi (RCA Records,74321635462)
- 1999 – Morandissimo (RCA Records, CFD01061 (6)) (cofanetto con i 6 album degli anni sessanta)
- 2000 – Gianni Morandi - cofanetto blu (RCA Italiana, 74321788342(3)) (Con 3 CD)
- 2000 – Morandissimo-2 (RCA, CFD 01096 (9)) (cofanetto con 9 album degli anni settanta)
- 2001 – Gianni Morandi - Golden collection (RCA BMG, CFD 01112)) (Cofanetto contenente le riedizioni di tre album: "Uno su mille", "Varietà", "Morandi Morandi")
- 2001 – Gianni Morandi gli anni sessanta (RCA Italiana,74321880782)
- 2001 – I mitici 45 - Gianni Morandi (RCA Italiana,74321812422(2))
- 2001 – Gianni Morandi - i grandi successi originali (RCA Italiana - flashback,74321820432(2)) (2 CD)
- 2002 – Gianni Morandi (RCA-Primo piano,74321 90451-2)
- 2002 – Gianni Morandi c'era un ragazzo (RCA Italiana,74321917312(2))
- 2002 – Gianni Morandi - cofanetto bianco (RCA Italiana, 74321955402(3)), (riedito nel 2003 con cofanetto di colore rosso con scritte in oro)
- 2002 – Mi historia (BMG Chile S.A.,74321 96399-2), pubblicato in Cile
- 2003 – Numeri 1 Gianni Morandi (RCA Italiana, 74321986262)
- 2004 – Il meglio di Gianni Morandi (RCA Italiana - Big collection, 82876 640532)
- 2006 – Gianni Morandi - Gold Italia collection (RCA, 74321515472) (nel 2009 esce in edicola nella collana: "Italian Collection - I Grandi Artisti" con allegato un piccolo fascicolo (Music Guardian Extra))
- 2006 – A volte l'amore... Gianni Morandi (RCA-Ritratto, 74321515462)
- 2007 – Grazie a tutti (Sony-BMG / Epic, 88697130492) (Cofanetto con 3 CD) / Versione anche in valigetta con allegato un libro di immagini storiche, (Sony-BMG/Epic, 88697130512)) / successivamente la stessa raccolta compare in edicola ne "Le grandi collane del Corriere della Sera" con una nuova veste grafica (con allegato il libro in formato "CD")
- 2008 – Ancora... grazie a tutti (Epic Records, 88697350532) (Cofanetto con 3 CD)
- 2008 – Gianni Morandi.(Sony-BMG), (Cofanetto contenente 2 CD editi nel 2006: "Gold italia collection" e "A volte l'amore...")
- 2008 – Gianni Morandi Grazie a tutti (Sony-BMG / Epic, 88697354932) (Cofanetto in edizione limitata contenente le due raccolte "grazie a tutti" e "ancora... grazie a tutti" con un poster allegato)
- 2009 – Gianni Morandi Grazie a tutti collection (cofanetto distribuito in edicola in allegato a riviste Mondadori con 8 CD e nuova veste grafica con le due precedenti raccolte e in più "Il concerto" in CD e DVD)
- 2011 – Rinascimento (Sony Music, 88697904162)
- 2011 – Gianni Morandi tutto in 3 cd (Sony music, 88697910252) (Cofanetto con 3 CD)
- 2012 – la grande musica italiana Gianni Morandi (Sony music - RCA, 88691929892)
- 2012 – Un'ora con Gianni Morandi (Sony music - RCA, 88725455532)
- 2013 – Gianni Morandi il meglio in 3cd (Sony music - RCA, 88883756062) (Cofanetto con 3 CD)
- 2014 – Autoscatto 7.0

## Album nelle classifiche italiane
| Album                                                | Anno | Pos. max | Pos. annuale |
| ---------------------------------------------------- | ---- | -------- | ------------ |
| Gianni Morandi                                       | 1962 | ?        | 6            |
| Ritratto di Gianni                                   | 1964 | ?        | 14           |
| Gianni 3                                             | 1966 | ?        | 2            |
| Gianni 4                                             | 1967 | ?        | 6            |
| Gianni 5                                             | 1968 | ?        | 2            |
| Gianni 6                                             | 1970 | 1        | 5            |
| Gianni 7                                             | 1970 | 8        | 55           |
| Uno su mille                                         | 1985 | 11       | 73           |
| Le italiane sono belle                               | 1987 | 6        | 28           |
| Dalla/Morandi                                        | 1988 | 1        | 4            |
| In Europa                                            | 1988 | 18       | 86           |
| Varietà                                              | 1990 | 11       | 21           |
| Questa è la storia (raccolta)                        | 1991 | 11       | 56           |
| Morandi Morandi                                      | 1992 | 20       | 96           |
| Morandi                                              | 1995 | 12       | 86           |
| Celeste azzurro e blu                                | 1997 | 9        | 55           |
| 30 volte Morandi (raccolta)                          | 1998 | 10       | 48           |
| L'amore ci cambia la vita                            | 2002 | 2        | 51           |
| A chi si ama veramente                               | 2004 | 11       | 51           |
| Il tempo migliore                                    | 2006 | 7        | 100          |
| Grazie a tutti (raccolta)                            | 2007 | 6        | 30           |
| Bisogna vivere                                       | 2013 | 3        | 98           |
| Capitani coraggiosi - Il live (con Claudio Baglioni) | 2016 | 1        | 10           |
| D'amore d'autore                                     | 2017 | ?        | ?            |
| Evviva!                                              | 2023 | 17       | ?            |

## Singoli
- 1962 – Andavo a cento all'ora/Loredana (RCA Italiana, PM45 3102)
- 1962 – Go-Kart Twist/Donna da morire (RCA Italiana, PM45 3124; sul lato B canta Tony Del Monaco)
- 1962 – Fatti mandare dalla mamma a prendere il latte/Meglio il madison (RCA Italiana, PM45 3148) (Riedito in vinile per la raccolta "Quei favolosi anni sessanta" nel 1998)
- 1962 – Twist dei vigili/Corri corri (RCA Italiana, PM45 3162; sul lato A canta Edoardo Vianello)
- 1963 – Ho chiuso le finestre/Sono contento... (RCA Italiana, PM45 3196) (Riedito in vinile per la raccolta "Quei favolosi anni sessanta" nel 1998)
- 1963 – Che me ne faccio del latino/Il primo whisky (RCA Italiana, PM45 3220)
- 1963 – Il ragazzo del muro della morte/La mia ragazza (RCA Italiana, PM45 3230)
- 1964 – In ginocchio da te/Se puoi uscire una domenica sola con me (RCA Italiana, PM45 3263) (Riedito in vinile per la raccolta "Quei favolosi anni sessanta" nel 1998)
- 1964 – Non son degno di te/Per una notte no (RCA Italiana, PM45 3290) (riedito poche settimane dopo l'uscita con la scritta in copertina "festival delle rose" primo premio) (Riedito su CDs nel 1999 RCA Italiana, 74321649772) - (Riedito in vinile per la raccolta "I migliori anni" nel 2013 RCA-Sony music, PM45-3290)
- 1965 – Se non avessi più te/I ragazzi dello shake (RCA Italiana, PM45 3322) (Riedito in vinile per la raccolta "Quei favolosi anni sessanta" nel 1998)
- 1965 – Si fa sera/E' colpa mia (RCA Italiana, PM45 3325)
- 1966 – Mi vedrai tornare/La fisarmonica (RCA Italiana, PM45 3346) (Riedito nel 1969 con nuova veste grafica stesso numero di catalogo) (Riedito in vinile per la raccolta "Quei favolosi anni sessanta" nel 1998)
- 1966 – Notte di ferragosto/Povera piccola (RCA Italiana, PM45 3363) (Riedito in vinile per la raccolta "Quei favolosi anni sessanta" nel 1998)
- 1966 – C'era un ragazzo che come me amava i Beatles e i Rolling Stones/Se perdo anche te (RCA Italiana, PM45 3375) (c'era un ragazzo.: prima versione con matrice RKA W 23327 con diverso arrangiamento subito ritirato e successivamente edito nella seconda versione quella che ascoltiamo da sempre con matrice RKA W 23363)
- 1967 – Un mondo d'amore/Questa vita cambierà (RCA Italiana, PM45 3390) (Riedito in vinile per la raccolta "Quei favolosi anni sessanta" nel 1998)
- 1967 – Dammi la mano per ricominciare/Mille e una notte (RCA Italiana, PM45 3399)
- 1967 – Tenerezza/Israel (RCA Italiana, PM45 3422)
- 1967 – Mezzanotte fra poco/Una domenica così (RCA Italiana, PM 3425) (Riedito in vinile per la raccolta "Quei favolosi anni sessanta" nel 1998)
- 1968 – Chimera/Una sola verità (RCA Italiana, PM45 3446) (edito con due copertine (uguali) ma nella seconda versione con la scritta "sigla di gran varietà") (Riedito in vinile per la raccolta "Quei favolosi anni sessanta" nel 1998)
- 1968 – Il giocattolo/La mia ragazza sa (RCA Italiana, PM 3466) (stampato con tre tipi di copertina: la prima con i lati diversi e successivamente con i due lati singoli e con sul retro la pubblicità dello stereo8 "G.M. SHOW"
- 1968 – Tu che m'hai preso il cuor/Prendi prendi (RCA Italiana, PM 3471) (Stampato con due tipi di copertina: la prima con entrambi i lati uguali, la seconda con sul retro la pubblicità dello stereo8 "G.M. SHOW"
- 1968 – Scende la pioggia/Il cigno bianco (RCA Italiana, PM 3476)
- 1969 – Parlami d'amore/Torna e ritorno (RCA Italiana, PM 3490)
- 1969 – Belinda/Non voglio innamorarmi più (RCA Italiana, PM 3500)
- 1969 – Ma chi se ne importa/Isabelle (RCA Italiana, PM 3505)
- aprile 1970 – Occhi di ragazza/T'amo con tutto il cuore (RCA Italiana, PM 3515)
- settembre 1970 – Al bar si muore/Delirio (RCA Italiana, PM 3538)
- dicembre 1970 – Capriccio/Chissà però (RCA Italiana, PM 3564)
- giugno 1971 – Ho visto un film/Com'è grande l'universo (RCA Italiana, PM 3592)
- novembre 1971 – Buonanotte Elisa/A quel concerto di Chopin (RCA Italiana, PM 3624)
- febbraio 1972 – Vado a lavorare/Una ragazza di nome Mariarosa (RCA Italiana, PM 3637)
- aprile 1972 – Principessa/Sta arrivando Francesca (RCA Italiana, PM 3652)
- giugno 1972 – Parla più piano/Rosabella (RCA Italiana, PM 3663)
- dicembre 1972 – Il mondo cambierà/L'ospite (RCA Italiana, PM 3692)
- 1973 – Vidi che un cavallo/Prendi me (RCA Italiana, PM 3729)
- 1973 – Quel lungo filo/Così fu e sempre sarà (RCA Italiana, PM 3738) il lato a è cantato da Paola Pitagora, il lato b è inciso da Paola Pitagora e Gianni Morandi
- 1974 – Come ogni sera/Bambolina fatta a pezzi (RCA Italiana, TPBO 1085)
- 1975 – Il mondo di frutta candita/La caccia al bisonte (RCA Italiana, TPBO 1118)
- marzo 1976 – È già mattina/Giorni migliori (RCA Italiana, TPBO 1209)
- novembre 1976 – Sei forte papà/Sei già qui (RCA Italiana, TPBO 1246)
- 1978 – La Befana trullallà/In cambio che mi dai (RCA Italiana, PB 6242)
- 1979 – Abbracciamoci/Come l'aria (RCA Italiana, PB 6313)
- 1980 – Mariù/Non mi dire no (RCA Italiana, PB 6416)
- 1981 – Immaginando/Canzoni stonate (RCA Italiana, PB 6519)
- 1981 – Canzoni stonate/Immaginando (RCA Italiana, PB 6519)
- 1982 – Marinaio/Solo all'ultimo piano (RCA Italiana, PB 6595)
- 1982 – Fumo negli occhi/Canzoni stonate (RCA Original Cast, PB 6644)
- marzo 1983 – La mia nemica amatissima/Tu o non tu (RCA Italiana, PB 6856)
- novembre 1983 – Grazie perché/Magari (RCA Italiana, PB 6720)
- 1984 – Nel silenzio splende/Mi manchi (RCA Italiana, PB 6776)
- 1985 – Uno su mille/1950 (RCA Italiana, PB 40457)
- 1987 – Si può dare di più/La canzone della verità (CGD, 10713)
- 1988 – Dimmi dimmi/Pomeriggio in ufficio (RCA Italiana, PB 42251)
- 1989 – Varietà/Occhi chiusi (RCA Italiana, PB 43353)
- 1989 – Bella signora/Un pugno in faccia (RCA Italiana, PB 43537)
- 1990 – Animale/Ti comunico amore (RCA Italiana, PB 44093)
- 1993 – Banane e lampone, maxi single 5 tracce (RCA, 74321-15366-2)
- 1993 – CD D'AMORE, maxi single contenente le tracce Angelita/Che cos'è/Domani (RCA, 74321-14608-2)
- 2000 – Non ti dimenticherò, (BMG 74321799562), Maxi single di 4 tracce, con Alexia
- 2002 – L'amore ci cambia la vita (Epic – 6730042000)
- 2002 – Uno di noi (Epic, Sony Music, EPC 673335 1, 6733351000), con Lorella Cuccarini
- 2003 – Il mio amico (EPC 674476 2), CD single con traccia video
- 2004 – Solo chi si ama veramente/Questo grande pasticcio (Epic – Epc 675638 1)
- 2005 – Corre più di noi (Epic – EPC 675963 1), CD single con traccia video
- 2007 – Stringimi le mani
- 2008 – Un altro mondo
- 2009 – Grazie a tutti
- 2009 – Tu sei l'unica donna per me
- 2011 – Rinascimento
- 2013 – Solo insieme saremo felici
- 2015 – Capitani coraggiosi (con Claudio Baglioni)
- 2017 – Volare (con Fabio Rovazzi)
- 2017 – Dobbiamo fare luce
- 2018 – Una vita che ti sogno
- 2018 – Ultraleggero
- 2018 – Che meraviglia sei
- 2021 – L'allegria
- 2022 – Apri tutte le porte
- 2022 – La ola
- 2023 – Fatti rimandare dalla mamma a prendere il latte (con Sangiovanni)
- 2023 – Anna della porta accanto
- 2023 – Evviva! (con Jovanotti)
- 2024 – L'attrazione

### Singoli promozionali
- 1965 – In ginocchio da te/Al microfono di Sandro Ciotti (Canzoni, sorelle, fidanzate e... rossetti Miners) (RCA Italiana, UP-6) (disco distribuito in omaggio dai magazzini UPIM)
- 1967 – Gianni Morandi presenta il film: Per amore... per magia...(RCA italiana, 45UP 39) (disco allegato alla rivista settimanale "Bella" nr.18)
- 1967 – Questa vita cambierà (RCA,)(nel retro i "Come alive!" cantano: "allegri ragazzi... la Pepsi!) (disco pubblicitario distribuito dalla Pepsi-Cola)
- 1967 – Un mondo d'amore (RCA, PM45 3390) (disco ad una sola facciata distribuito in omaggio dai JOLLY HOTELS per augurare Buon compleanno ai clienti)
- 1967 – Marianna del Grand Hotel/Prendi prendi (Vitt club) (disco distribuito agli iscritti al club della rivista "Vitt")
- 1968 – Noi siamo le pantere/Ciao Pavia (RCA, BTG 51) (distribuito in occasione del congedo militare in poche centinaia di copie, appare col vero nome di Gian Luigi Morandi)
- 1968 – Chimera/Una sola verità (RCA Italiana, PM45 3446) 45 giri promo
- 1972 – Capriccio/Chissà però (RCA Italiana, PM 3564) 45 giri promo
- 1972 – Buonanotte Elisa/A quel concerto di Chopin (RCA Italiana, PM 3624) 45 giri promo
- 1972 – Principessa/Sta arrivando Francesca (RCA Italiana, PM 3652) 45 giri promo
- 1972 – Il mondo cambierà/L'ospite (RCA Italiana, PM 3692) 45 giri promo
- 1974 – Come ogni sera/Bambolina fatta a pezzi (RCA Italiana, TPBO 1085) 45 giri promo
- 1976 – È già mattina/Giorni migliori (RCA Italiana, TPBO 1209) 45 giri promo
- 1976 – Sei forte papà/Sei già qui (RCA Italiana, TPBO 1246) 45 giri promo
- 1980 – Mariù/Non mi dire no (RCA Italiana, PB 6416) 45 giri promo
- 1982 – Fumo negli occhi/Canzoni stonate (RCA Original Cast, PB 6644) 45 giri promo
- 1983 – La mia nemica amatissima/Tu o non tu (RCA Italiana, PB 6856) 45 giri promo
- 1984 – Nel silenzio splende/Mi manchi (RCA Italiana, PB 6776) 45 giri promo
- 1986 – Troppo bella/Quante volte nella mia vita (RCA, PT 7572) 12", 45 RPM, Promo
- 1987 – Donna bimba mia/Anna e il freddo che ha (RCA, PT 7616) 12", 45 RPM, Promo
- 1988 – Vita (RCA, PT 7643) 12", 45 RPM, Promo
- 1989 – Varietà (RCA, PT 7664) 12", 45 RPM, Promo
- 1991 – Gianni Morandi, CD singolo promozionale contenente le tracce Mi manchi/solo all'ultimo piano/Canzoni stonate pubblicato in occasione della raccolta Questa è la storia (RCA, PD 7713)
- 1992 – Il presidente (RCA, PD 7757) (E.F.C.)
- 1992 – Ma tu chi sei/Oh mamma mia (RCA, PD 7771) (E.F.C.)
- 1992 – Ma tu chi sei, (RCA, PD 7774), Maxi CD single promozionale con 5 tracce (E.F.C.)
- 1993 – CD D'AMORE Angelita/Che cos'è/Domani (RCA, PD 7776) (E.F.C.)
- 1993 – Angelita (New version) (RCA 74321-18269-2) (E.F.C.)
- 1993 – Banane e lampone maxi CD Single e 12" promo (RCA, 74321-15366-1-2)
- 1995 – In amore (Penguin 74321-2683-02), CD single promo con Barbara Cola
- 1995 – Fino alla fine del mondo (Penguin 74321 - 328122) CD single promo
- 1996 – Sentimento (Penguin 7432132571 2) CD single promo
- 1996 – Giovane amante mia (Penguin 74321 34613 2) CD single promo
- 1997 – Blu (Penguin 74321569562) CD single promo
- 1997 – Forse non ci lasceremo mai, (Penguin 74321551242) CD single promo
- 1997 – Io sono un treno, (Penguin 74321532942) CD single promo
- 1998 – Lasciarsi per amore, (BMG, Mormora Music 74321660762) CD single promo
- 1998 – Canzone libera, (BMG, Mormora Music 74321628232) CD single promo
- 1999 – Tu mi volevi bene/Io sono un treno, (BMG, Mormora Music 74321679522) CD single promo
- 2000 – Così vanno le cose, (BMG, Mormora Music 74321777582) CD single promo
- 2000 – Non ti dimenticherò (Radio version), (BMG 74321799552), con Alexia
- 2000 – Innamorato, (Mormora Music 74321744632) CD single promo
- 2000 – Come fa bene l'amore, (Mormora Music 74321758502) CD single promo
- 2000 – La mia storia con te, (Mormora Music 74321832912) CD single promo
- 2002 – L'amore ci cambia la vita (Sony Music Publishing S.r.L. – none) CD single promo
- 2002 – Una vita normale (Epic SAMPCS 128111) CD single promo
- 2002 – Dimmi adesso con chi sei (Epic SAMPCS 1238 1 - 0123081000) CD single promo
- 2002 – Dedicato a te (Epic 0124681000) CD single promo Morandi Fan Club
- 2004 – Solo chi si ama veramente (Sony Music – SAMPCS 146211000) CD single promo
- 2004 – Abbracciami (Epic SAMPCS 13769 1 - 0137691000) CD single promo
- 2005 – Corre più di noi (Epic – SAMPCS14861 1) CD single promo
- 2005 – Tu sei diversa (Epic 82876739762) CD single promo
- 2005 – Al primo sguardo (Epic SAMPCS14739 1, 0147391000) CD single promo
- 2006 – Il tempo migliore (Sony BMG 82876876870792) CD single promo
- 2007 – Tu sei nel mio presente (Sony BMG 88697062672) CD single promo
- 2007 – Stringimi le mani (Epic 88697130522) CD single promo
- 2022 – Apri tutte le porte (Sony Music – 196587000578), Vinile, 7", 45 RPM, Limited Edition

## Duetti
- Con Amii Stewart: Grazie perché (prima versione italiana di We've got tonight, di Robert "Bob" Seger)
- Con Lucio Dalla: Dimmi dimmi - Vita
- Con Lucio Dalla e Francesco Guccini: Emilia
- Con Enrico Ruggeri e Umberto Tozzi: Si può dare di più (Festival di Sanremo 1987) - "La canzone della verità"
- Con Barbara Cola: In amore (Festival di Sanremo 1995)
- Con Emma Shapplin: Vento (in 30 Volte Morandi 1998)
- Con Daniela Nicol: Grazie Perché (in 30 Volte Morandi 1998)
- Con Piera Pizzi: Dimmi dimmi (in 30 Volte Morandi 1998)
- Con J-Ax: Come Uno Su Mille (in Nessuno degli Articolo 31, 1998)
- Con Andrea Mingardi: Fat mandèr da to mama a tór dal lat (in Ciao Ràgaz di Andrea Mingardi, 2000)
- Con Alexia: Non ti dimenticherò (2000)
- Con Elio e le Storie Tese: Fossi figo (in Cicciput, 2003)
- Con Mariella Nava: Questi figli (in Condivisioni, 2004)
- Con Gaetano Curreri: Al primo sguardo (in A chi si ama veramente, 2004)
- Con Claudio Baglioni: Un mondo d'amore (in Grazie a tutti, 2007)
- Con Ornella Vanoni: La musica è finita (in Più di me 2008)
- Con Alessandra Amoroso: Credo nell'amore (in Canzoni da non perdere 2009)
- Con Ornella Vanoni e Lucio Dalla: Vita (in Più di te di Ornella Vanoni 2009)
- Con Cesária Évora: Crepuscolare Solitudine di Teofilo Chantre - Alberto Zeppieri (in Capo Verde, terra d'amore - vol. 1, Sony 2009)
- Con Adriano Celentano: Ti penso e cambia il mondo (in Facciamo finta che sia vero cd-dvd, 2012)
- Con Gianluca Grignani: Prima che tutto finisca (in Bisogna Vivere 2013)
- Con Gigi D'Alessio: 'Na sera 'e maggio (2015)
- Con Claudio Baglioni: Capitani Coraggiosi (in Capitani Coraggiosi, 2016)
- Con Fabio Rovazzi: Volare (2017)
- Con Federico Poggipollini: Varietà (2021)
- Con Sangiovanni: Fatti rimandare dalla mamma a prendere il latte (2023)
- Con Jovanotti: Evviva! (2023)

## Singoli nelle classifiche italiane
| Singolo                                                                           | Anno | Pos. max | Pos. annuale |
| --------------------------------------------------------------------------------- | ---- | -------- | ------------ |
| Go-Kart Twist/Donna da morire                                                     | 1962 | 13       | 65           |
| Fatti mandare dalla mamma a prendere il latte/Meglio il madison                   | 1962 | 7        | 46           |
| Ho chiuso le finestre/Sono contento...                                            | 1963 | 17       | 46           |
| In ginocchio da te/Se puoi uscire una domenica sola con me                        | 1964 | 1        | 1            |
| Non son degno di te/Per una notte no                                              | 1964 | 1        | 2            |
| Se non avessi più te/I ragazzi dello shake                                        | 1965 | 1        | 16           |
| Si fa sera/E' colpa mia                                                           | 1965 | 1        | 5            |
| Mi vedrai tornare/La fisarmonica                                                  | 1966 | 1        | 2            |
| Notte di ferragosto/Povera piccola                                                | 1966 | 1        | 7            |
| C'era un ragazzo che come me amava i Beatles e i Rolling Stones/Se perdo anche te | 1966 | 8        | 40           |
| Un mondo d'amore/Questa vita cambierà                                             | 1967 | 1        | 7            |
| Tenerezza/Israel                                                                  | 1967 | 6        | 27           |
| Mezzanotte fra poco/Una domenica così                                             | 1967 | 13       | 73           |
| Chimera/Una sola verità                                                           | 1968 | 3        | 18           |
| Il giocattolo/La mia ragazza sa                                                   | 1968 | 2        | 17           |
| Tu che m'hai preso il cuor/Prendi prendi                                          | 1968 | 1        | 20           |
| Scende la pioggia/Il cigno bianco                                                 | 1969 | 1        | 15           |
| Parlami d'amore/Torna e ritorno                                                   | 1969 | 6        | 37           |
| Belinda/Non voglio innamorarmi più                                                | 1969 | 1        | 10           |
| Ma chi se ne importa/Isabelle                                                     | 1969 | 1        | 14           |
| Occhi di ragazza/T'amo con tutto il cuore                                         | 1970 | 6        | 31           |
| Al bar si muore/Delirio                                                           | 1970 | 4        | 21           |
| Capriccio/Chissà però                                                             | 1970 | 2        | 26           |
| Ho visto un film/Com'è grande l'universo                                          | 1970 | 12       | 65           |
| Vado a lavorare/Una ragazza di nome Mariarosa                                     | 1972 | 8        | 43           |
| Il mondo cambierà/L'ospite                                                        | 1972 | 9        | 39           |
| Sei forte papà/Sei già qui                                                        | 1976 | 1        | 8            |
| La Befana trullallà/In cambio che mi dai                                          | 1978 | 21       | 95           |
| Immaginando/Canzoni stonate                                                       | 1981 | 20       | 98           |
| Marinaio/Solo all'ultimo piano                                                    | 1982 | 20       | 76           |
| La mia nemica amatissima/Tu o non tu                                              | 1983 | 12       | 77           |
| Grazie perché/Magari                                                              | 1983 | 5        | 55           |
| Si può dare di più/La canzone della verità                                        | 1987 | 1        | 6            |
| Dimmi dimmi/Pomeriggio in ufficio                                                 | 1988 | 9        | 63           |
| Varietà/Occhi chiusi                                                              | 1989 | 4        | 20           |
| Bella signora/Un pugno in faccia                                                  | 1989 | 9        | 26           |
| L'amore ci cambia la vita                                                         | 2002 | 5        | 43           |
| Solo chi si ama veramente                                                         | 2004 | 20       | 80           |
| Volare (con Fabio Rovazzi)                                                        | 2017 | 3        | 20           |
| Capitani coraggiosi (con Claudio Baglioni)                                        | 2015 | 8        | _            |
| Apri tutte le porte                                                               | 2022 | 8        | 92           |

## Discografia internazionale

### Album e raccolte
- 1965 – Si es de noche (RCA Victor, 3628), pubblicato in Argentina ed Uruguay
- 1966 – El romantico de la juventud (RCA Victor, 7-393), pubblicato in Venezuela
- 1967 – The Best of Gianni Morandi (RCA Victor, FSP-194), pubblicato in Canada, Stati Uniti d'America, Regno Unito ed Israele
- 1967 – Gianni Morandi (RCA Victor, 730500), pubblicato in Francia
- 1968 – Gianni (RCA Victor, CML-2650-X), pubblicato in Cile
- 1968 – Gianni Morandi (RCA Victor, AVL-3788), pubblicato in Argentina
- 1968 – Un mondo d'amore (RCA Victor, BBL-209), pubblicato in Brasile
- 1970 – belinda (RCA Victor, bbl-224), pubblicato in Brasile
- 1970 – Belinda (RCA Victor, AVL-3903), pubblicato in Argentina
- 1970 – Occhi di ragazza (RCA Victor, CML 2811), pubblicato in Cile
- 1972 – Gianni Morandi (RCA Records, RCA-5019), pubblicato in Giappone
- 1972 – The Best of Gianni Morandi (RCA Records, RCA-5015), pubblicato in Giappone
- 1973 – Джани Моранди (Балкантон, ВТА 1558), pubblicato in Bulgaria
- 1973 – The Best of Gianni Morandi (RCA Victor, LSP 10 399), pubblicato in Germania
- 1975 – Os maiores sucessos (RCA Camden, Ypcl 1-904), pubblicato in Portogallo
- 1977 – Disco de ouro (RCA Records, 109.7001), pubblicato in Brasile
- 1977 – Lo mejor de Gianni Morandi (RCA Victor, AVS 4501), pubblicato in Argentina
- 1979 – Lo mejor de Gianni Morandi en español (RCA Victor, NL - 31437), pubblicato in Spagna, Uruguay e Colombia
- 1980 – Gianni Morandi (RCA Records, 104.7094), pubblicato in Brasile
- 1981 – Gianni Morandi - Vol. 2 (RCA Records, 109.7026), pubblicato in Brasile
- 1984 – Джани Моранди (Балкантон, ВТМС 7096), pubblicato in Bulgaria
- 1986 – The Best of Gianni Morandi (RCA Records, PD70963), pubblicato in Germania
- 1987 – Amici miei (RCA Records, ND 71449), pubblicato in Germania
- 1989 – In Europa (Ariola, 409 653), con Lucio Dalla, pubblicato in Germania, Spagna e Grecia
- 1990 – Dolce Italia (FM Discos, 830.0004), pubblicato in Brasile
- 1991 – The Best of Gianni Morandi (RCA Records, BVCP-2311), pubblicato in Giappone
- 1993 – Gianni Morandi (RCA Records, CD 20227), con Rita Pavone, pubblicato in Brasile
- 1993 – Successi d'Italia (Ariola Express, 74321165392), pubblicato in Belgio
- 1998 – Viva Italia! - Τα Είδωλα Του Ιταλικού Τραγουδιού (BMG, GR CD 551), pubblicato in Grecia
- 1999 – Grandes sucessos (BMG Brasil, 74321678532), pubblicato in Brasile
- 2000 – Ritratto di Gianni (Ars Nova) pubblicato in Russia
- 2002 – Mi historia (BMG Chile, 74321 96399-2), pubblicato in Cile
- 2008 – MP3 Collection (Digital Records) pubblicato in Russia
- xxxx – Italia sessanta - I nostri successi (ERA, 3121), pubblicato in Spagna, con Adriano Celentano, Sergio Endrigo e Gigliola Cinquetti
- xxxx – Gianni (RCA Victor, LPC-52974), pubblicato in Colombia
- xxxx – Se non avessi piú te (RCA Victor, BBL-183), pubblicato in Brasile
- xxxx – El romantico de la juventud (RCA Victor, LPV-1234), pubblicato in Venezuela
- xxxx – Lo mejor de Gianni Morandi en español (RCA Victor, 05013101662), pubblicato in Colombia

### Apparizioni
- 1963 – Diciottenni al sole ~ Hit Screen Themes (太陽の下の十八才) (Victor, HP-559), pubblicato in Giappone con il brano Go-Kart twist
- 1963 – Explosivo espacial - 2^ epoca - Vol. 1 (RCA Victor, AVL-3504), pubblicato in Argentina con il brano Qué hago con el latín
- 1964 – Benissimo (RCA Victor, BBL-169), pubblicato in Brasile con il brano Se puoi uscire una domenica sola con me
- 1964 – Via Tiburtina, Km. 12 (RCA Victor, BBL-164), pubblicato in Brasile con il brano In ginocchio da te
- 1965 – Éxitos RCA 1965 (RCA Victor, LPM-10302), pubblicato in Spagna con il brano Se non avessi più te
- 1965 – Swim! Surfin! Twist! Tamoure! (Victor, SHP-5454), pubblicato in Giappone con il brano Go-Kart twist
- 1965 – Éxitos RCA (RCA Victor, LPM 10277), pubblicato in Spagna con il brano Hoy de rodillas
- 1965 – Your Best-Loved Screen Themes Vol. 2 (Victor, SHP-5353), pubblicato in Giappone con il brano Corri corri
- 1965 – S-Ban Hour Best Hit Parade Vocal Section (Victor, SHP-5497), pubblicato in Giappone con il brano Go-Kart twist
- 1966 – ¡EXTRA! (RCA Victor, CML-2328-X), pubblicato in Cile con il brano Se hace tarde
- 1966 – Carrusel de éxitos num. 1 (RCA Victor, LPM-10328), pubblicato in Spagna con il brano La fisarmonica
- 1966 – Baraja de triunfos Nº 6 (RCA Victor, LPM 10316), pubblicato in Spagna con il brano Si fa sera
- 1966 – Fortissimo (RCA Victor, BBL-164), pubblicato in Brasile con i brani Mi vedrai tornare e La fisarmonica
- 1966 – Pizarra de éxitos Nº 1 (RCA Victor, CML-2398), pubblicato in Cile con il brano La fisarmonica
- 1966 – 14 sucessos - Vol. 3 (RCA Victor, BBL-1393), pubblicato in Brasile con il brano La fisarmonica
- 1966 – Cita juvenil Nº 1 (RCA Victor, CML-2369), pubblicato in Cile con il brano Si no estuvieras tu
- 1966 – Carrusel de éxitos Nº 2 (RCA Victor, LPM-10335), pubblicato in Spagna con il brano Notte di ferragosto
- 1966 – Las 14 canciones de este año' (RCA Victor, LPM 10320), pubblicato in Spagna con i brani El acordeón eMe verás volver
- 1966 – Exitos de la temporada Vol II (RCA Victor, PML 1005), pubblicato in Venezuela con il brano No soy digno de ti
- 1966 – Italia en español (RCA Victor, LPM 10315), pubblicato in Spagna con il brano No soy digno de ti
- 1967 – Ases de Italia - Vol. II (RCA Victor, PML-7-466), pubblicato in Venezuela con i brani El acordeón e Me verás retornar
- 1967 – Музыкальный Калейдоскоп (VIII Серия) (Мелодия, 33Д-20227-8), pubblicato in URSS con il brano Моя Песня
- 1967 – Carrusel de éxitos N.º 4 (RCA Victor, LPM 10345), pubblicato in Spagna con il brano Hombre solitario
- 1967 – "In" - Coppelia (RCA Victor, CML-2529), pubblicato in Cile con il brano Era un muchacho como yo que gustaba de los Beatles y Rolling Stones
- 1967 – Ases de Italia ... Vol. IV (RCA Victor, LPV-7563), pubblicato in Venezuela con i brani C'era un ragazzo che come me amava i Beatles e i Rolling Stones e Se perdo anche te
- 1967 – Éxitos 67 (RCA Victor, LPM-10356), pubblicato in Spagna con il brano Israel
- 1967 – Ιταλικές Επιτυχίες (RCA Victor, KLG 20003), pubblicato in Grecia con il brano In ginocchio da te
- 1967 – Fortissimo - Vol. III (RCA Victor, BBL-207), pubblicato in Brasile con i brani Tenerezza e Dammi la mano per ricominciare
- 1967 – Liste september 1967 (Decca Records, MU 114), pubblicato in Germania con il brano Un mondo d'amore
- 1968 – The Hit Heard 'Round the World (United States Army, FS-GRC-914), pubblicato negli Stati Uniti d'America con il brano Chimera
- 1969 – 昭和44年1月新譜総合テスト盤 (RCA Records, SSD-60), pubblicato in Giappone con i brani Tenerezza e Israel
- 1976 – No hay edad para el recuerdo (RCA Victor, AVS-4376), pubblicato in Argentina con il brano De rodillas a ti
- 1977 – World Popular Song Festival in Tokyo '76 (Yamaha Music Foundation, YL-7615), pubblicato in Giappone con il brano Per poter vivere
- 1980 – O melhor de Itália - Vol. 1 (RCA Records, CL-31533), pubblicato in Portogallo con i brani In ginocchio da te, Chimera e Si fa sera
- 1981 – Romanticos en castellano (RCA Vik, TLP-50012), pubblicato in Argentina con il brano El juguete
- 1982 – MAGIA DE LOS AÑOS 60 (RCA Records, NL 45950), pubblicato in Spagna con il brano C'era un ragazzo che come me amava i Beatles e i Rolling Stones
- 1984 – SanRemo Festival '84 (Sweet Music, 10101), pubblicato in Svizzera con il brano Grazie perché con Amii Stewart
- 1987– Ich bin... (Global Records and Tapes, 16 640 5), pubblicato in Germania con i brani Wenn liebe stirbt insieme con Caterina Valente e Wenn man freunde hat con Caterina Valente, Joy Fleming e Edo Zanki
- 1992 – Ritorna (Som Livre, 407.0104), pubblicato in Giappone con il brano In ginocchio da te
- 1994 – Tus italianos (RCA Records, 74321 23537-2), pubblicato in Argentina con i brani Marinero e Vida con Lucio Dalla
- 1999 – Pavarotti & Friends for Guatemala & Kosovo (Decca Records, 289 466 600-2), pubblicato in Brasile, Regno Unito, Stati Uniti d'America e Germania con il brano Maria, Marì

## Altre versioni
- Negli anni sessanta, il gruppo rock brasiliano Os Incríveis ha realizzato una cover di C'era un ragazzo che come me amava i Beatles e i Rolling Stones, cantata in portoghese e intitolata Era um garoto que como eu amava os Beatles e os Rolling stones.
- Negli anni sessanta, la cantante folk statunitense Joan Baez reinterpreta dal vivo la canzone C'era un ragazzo che come me amava i Beatles e i Rolling Stones, in italiano, durante le tournée del 1967 e 1970. La cover è anche inclusa negli album dal vivo Live in Italy e Arena Civica Milano. E' inoltre pubblicata come singolo omonimo insieme ad un'altra cover di Morandi: quella di Un mondo d'amore.
- Nel 1990 il gruppo rock brasiliano Engenheiros do Hawaii ha realizzato una versione progressive rock, inclusa nel loro album O Papa è Pop, di Era um garoto que como eu amava os Beatles e os Rolling stones di Os Incríveis, già versione portoghese della canzone C'era un ragazzo che come me amava i Beatles e i Rolling Stones di Gianni Morandi.
- Nel 1991 Fiorello ha incluso nel suo album Nuovamente falso una versione di C'era un ragazzo che come me amava i Beatles e i Rolling Stones, cantata imitando la voce di Gianni Morandi.
- Nel 1995 Fiorello pubblica come singolo una cover di Un mondo d'amore, di cui è realizzata anche una versione dance/europop a cura del progetto Gam Gam, denominata Gam Gam remix.
- Il gruppo Reggae dei Pitura Freska ha realizzato una reinterpretazione in Lingua veneta del brano C'era un ragazzo che come me amava i Beatles e i Rolling Stones, che non fu mai pubblicata in un album ufficiale.

## Canzoni scritte da Gianni Morandi per altri artisti
| Anno | Titolo                 | Autori del testo                         | Autori della musica           | Interpreti      |
| ---- | ---------------------- | ---------------------------------------- | ----------------------------- | --------------- |
| 1965 | Ho sofferto per te     | Gianni Morandi                           | Alfredo Medici                | Roberta Mazzoni |
| 1969 | Domenica d'agosto      | Gianni Morandi                           | Ubaldo Continiello            | Bobby Solo      |
| 1992 | Voglio sentirmi libero | Alessandro Blasetti                      | Gianni Morandi e Antonio Calò | Bungaro         |
| 1995 | Dammi il massimo       | Alessandro Blasetti e Francesco Desmaele | Gianni Morandi                | Barbara Cola    |
| 1995 | Vieni via              | Alessandro Blasetti e Francesco Desmaele | Gianni Morandi e Tony Pujia   | Barbara Cola    |